# Magdalena Salik
Magdalena Salik (ur. 29 czerwca 1978 w Zamościu) – polska pisarka fantastyki i dziennikarka. W 2022 jej powieść Płomień została nagrodzona Główną Nagrodą Literacką im. Jerzego Żuławskiego oraz Nagrodą im. Janusza A. Zajdla. Również w 2022 została wyróżniona Nagrodą im. Macieja Parowskiego, w ramach Nagród "Nowej Fantastyki".

## Życiorys
Absolwentka Szkoły Głównej Handlowej w Warszawie. Pracowała jako redaktor i dziennikarz m.in. w Dzienniku, Maglu, Clicku!, Chip FOTO-VIDEO oraz Focusie. Mieszka w Warszawie.
Debiutowała w 2009 w Runie powieścią „Gildia Hordów”, otwierającą cykl „Doliny mroku”.

## Publikacje
- Trylogia Doliny mroku:
  - 2009 – Gildia Hordów (Runa, Saga Egmont e-book i audiobook)
  - 2011 – Runy Hordów (Runa, e-book; Saga Egmont e-book i audiobook)[5]
  - 2014 – Pieśni żywych skał (self publishing, tylko e-book, Saga Egmont e-book i audiobook)
- 2015 – Mniejszy cud (Akurat)
- 2021 – Płomień (Powergraph)
- 2024 – Wściek (Powergraph)